# György Vastagh (Bildhauer)
György Vastagh [ˈɟørɟ ˈvɒʃtɒɡ] (* 18. September 1868 in Kolozsvár; † 3. Juni 1946 in Budapest) war ein ungarischer Bildhauer. 
Sein erster Lehrer war György Zala, von 1889 bis 1891 studierte er bei Gabriel Hackl und Syrius Eberle an der Akademie der Bildenden Künste München. Seiner künstlerischen Ausbildung ließ er ausgedehnte anatomische Studien bei Béla Nádaskay an der Veterinärmedizinischen Universität in Budapest folgen. 
Zahlreiche seiner Werke sind an öffentlichen Plätzen in Ungarn und im Ungarischen Landwirtschaftsmuseum zu sehen, u. a. 
die Statue Csikós und das Reiterstandbild von András Hadik im Burgviertel von Budapest, die Statue von Gábor Bethlen auf dem Heldenplatz  in Budapest sowie die Reiterstatue von Franz II. Rákóczi in Szeged.

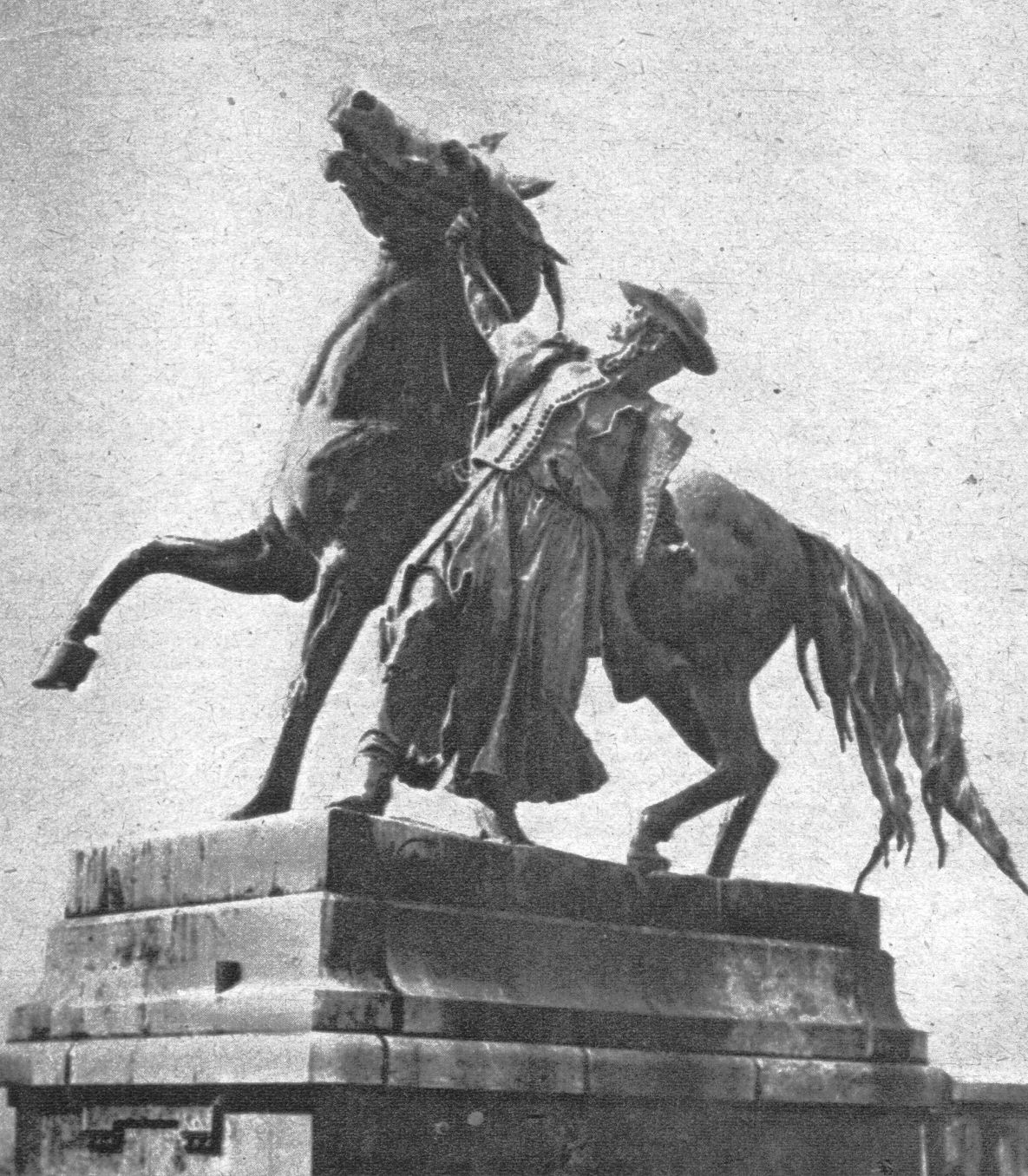
Die Statue Csikós (der Pferdehirte) auf der Burg in Budapest
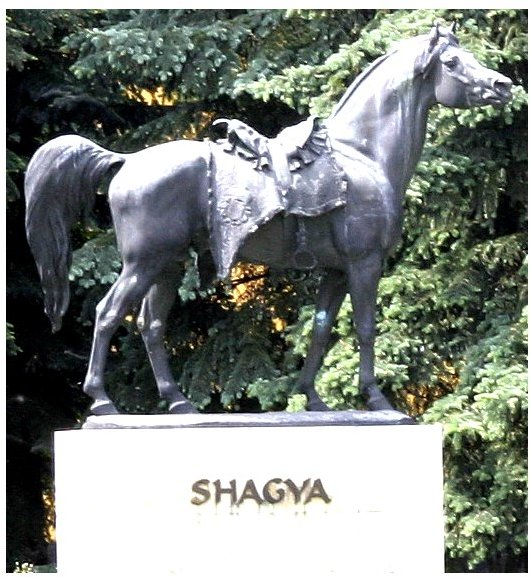
Die Statue A bábolnai fehér mén von dem Hengst Shagya in der Parkanlage des Gestüts Bábolna
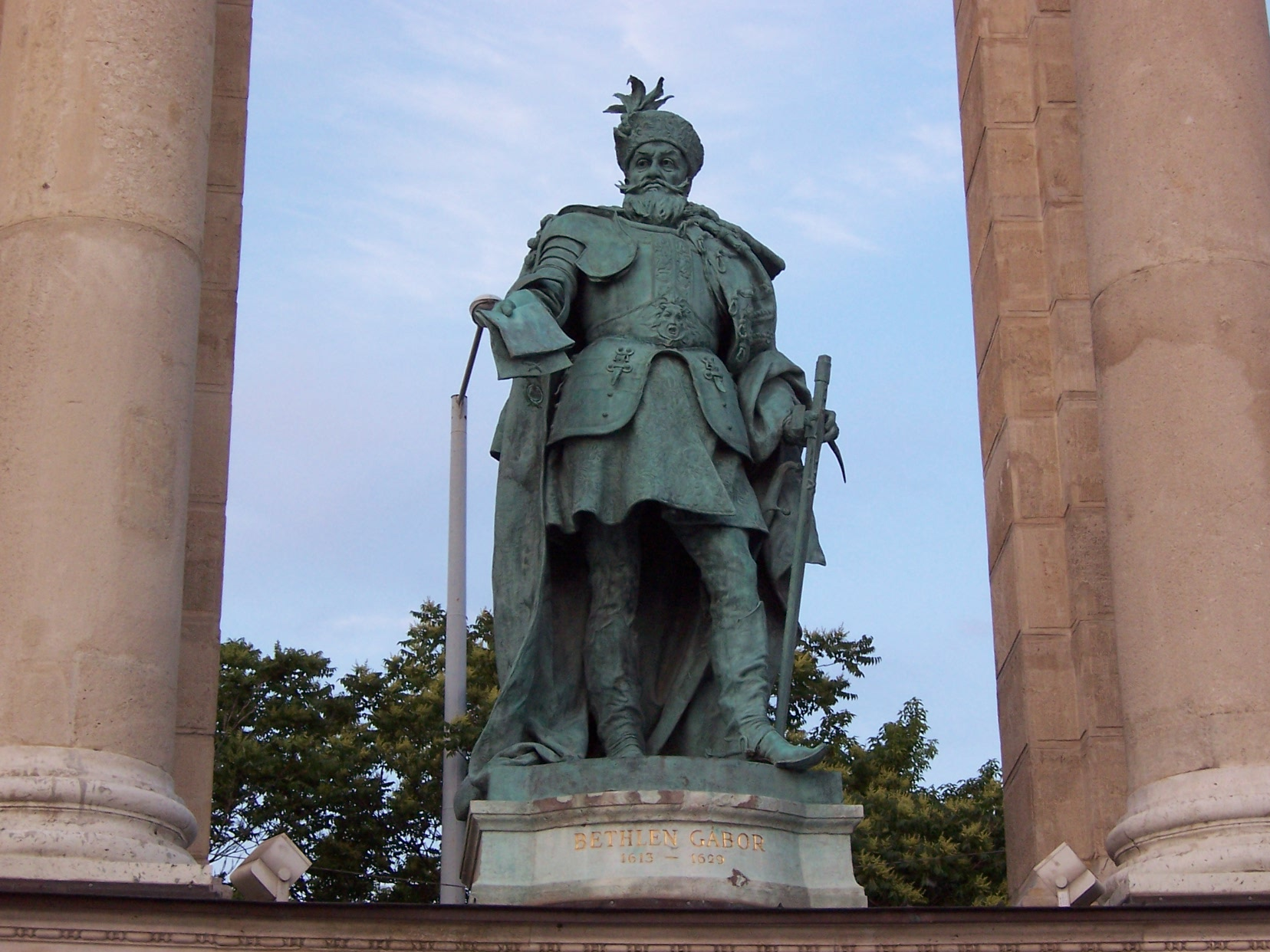
Die Statue von Gábor Bethlen auf dem Millenniumsdenkmal am Heldenplatz in Budapest
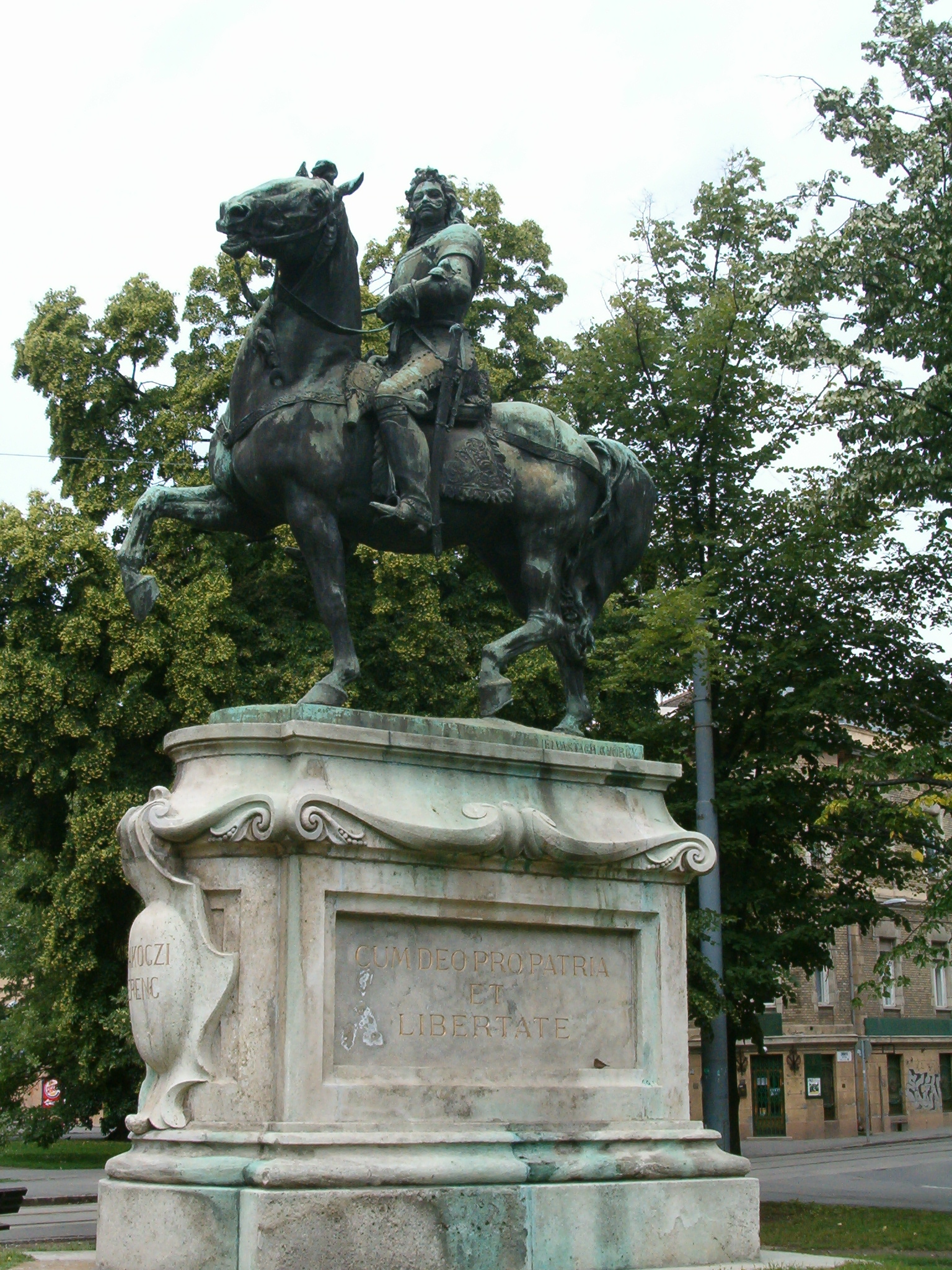
Franz II. Rákóczi in Szeged
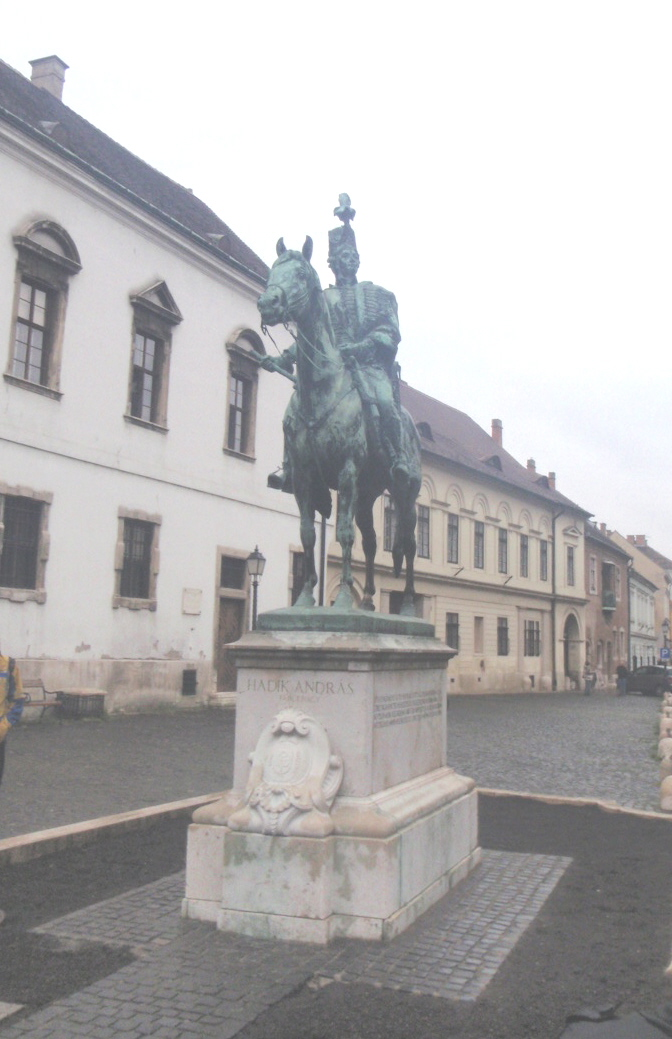
Das Denkmal von András Hadik